# Josep Caballé Domenech
Josep Caballé Domenech (Barcelona, 1973) es un músico y director de orquesta reconocido internacionalmente.
Caballé Domenech ha sido nombrado recientemente Director principal del Festival de Moritzburg (Alemania) y se encuentra en su octava temporada como Director Musical de la Colorado Springs Philharmonic (EE. UU.). También ha ocupado el cargo de director general de la Opera y Staatskapelle de Halle (Alemania) de 2013 a 2018, Director Artístico de la Orquesta Filarmónica de Bogotá (Colombia) en 2018, así como, la posición de Director Principal Invitado de la Norköping Symphony en Suecia desde 2005 hasta 2007.
“Protegido” de Sir Colin Davis en el ciclo inaugural de la Iniciativa Artística Rolex. Josep Caballé Domenech disfruta combinando repertorio sinfónico y operístico a lo largo de su trayectoria profesional.

## Biografía
Josep Caballé Domenech nació en Barcelona en una familia de músicos. Estudió piano, percusión, canto y violín y completa su formación en dirección de orquesta en centros como Vienna’s University of Music and Scenic Arts, University of Music Sweden o Aspen Music Festival and School. Entre sus mentores se encuentran Sergiu Comissiona, Jorma Panula, David Zinnman o Sir Colin Davis.
Josep Caballé Domenech ha dirigido una larga lista de orquestas internacionales como la Royal Philharmonic Orchestra de Londres con quién grabó la Trilogía de Respighi para el sello Onyx Classics, la Tonhalle de Zúrich, la WDR de Colonia, la Sinfónica de la Radio Sueca, la Filarmónica Checa, la New Japan Philharmonic, la Munich Radio Orchestra, la RSO de Viena, la Orquesta Sinfónica de Berna, la Orquesta Sinfónica Giuseppe Verdi de Milano, la Orquesta Sinfónica de Barcelona y Nacional de Cataluña, la Orquesta Sinfónica de Galicia, la Orquesta Sinfónica de Euskadi, la Orquesta de la RTVE, la Orquesta Sinfónica de Tenerife, la Orquesta Ciudad de Granada, la Orquesta de Extremadura, la Orquesta Sinfónica de Castilla y León, la Orquesta Sinfónica de Minas Gerais en Brasil, la OFUNAM de México, la Orquesta Sinfónica de San Antonio, la Sinfónica de Houston, la Fort Worth Orquesta, la Orquesta Sinfónica de Baltimore, la Netherlands Radio Chamber Philharmonic, la Orquesta Nacional de Montpellier, la Orquesta Sinfónica Nacional de Chile, la Bilken Philharmonic Orchestra en Ankara y la Orquesta Nacional del Capitol de Toulouse, entre otras. Es frecuentemente invitado a importantes festivales de verano como el Aspen Music Festival and School, Texas Music Festival, Chautauqua Music Festival y el Wintergreen Summer Music Festival and Academy, todos en los Estados Unidos, así como en el Londrina Festival en Brasil y el Moritzburg Festival en Alemania.
Reconocido también por su trabajo con repertorio operístico, Josep Caballé Domenech hizo su debut al Gran Teatre del Liceu de Barcelona dirigiendo la ópera de Mozart Così fan tutte. Desde entonces ha dirigido en el mismo teatro Il mondo della luna de Haydn, L´elisir d´amore de Donizetti, María de Carmen de Granados y Lucia di Lammermoor de Donizetti. También ha dirigido en el Festival de Savonlinna, el Teatro La Fenice de Venecia, Le nozze di Figaro de Mozart en la Stuttgart State Opera, la Vienna Volksoper y La Bohème de Puccini al Teatro Nacional São Carlos de Lisboa. Entre las producciones operísticas recientes en que ha trabajado destacant la Luisa Fernanda de Moreno Torroba en el Theater an der Wien con Plácido Domingo, la nueva producción de Tosca de Puccini en la Volksoper de Viena, el estreno mundial de la ópera La cabeza de Bautista al Gran Teatro del Liceo y el ballet Negro Goya dentro del 60 Festival Internacional de Música y Danza de Granada, las dos del compositor Enric Palomar, una nueva producción de Carmen de Bizet a la Semperoper de Dresde y varias funciones de Le nozze di Figaro, la Kömische Oper de Berlín, ABAO de Bilbao, una nueva producción de La Straniera al Aalto-Theater de Essen, el Teatro Royal du Versailles a Paris, la Staatsoper de Berlín, el Teatro Mayor de Bogotá, la Staatsoper de Hamburgo, entre otras.

## Proyectos profesionales
Entre los compromisos recientes y futuros, cabe destacar: la teatralogía de El Anillo del Nibelungo de Wagner, El Holandés Errante, Aida, Tosca, Adriana Lecouvreur y Sweeney Todd en la Halle Opera; la Fanciulla del West, Pagliacci y Cavalleria Rusticana la Hamburg Staatsoper; Salomé, El Caballero de la Rosa en el Teatro Mayor de Bogotá; debuts en el Teatro de la Zarzuela de Madrid y el Teatro Real en concierto con Bryn Terfel; apariciones con la Filarmónica de Núremberg, Filarmónica de Dortmund, Tucson Symphony, Camera Musicae en el Palau de la Música de Barcelona, la colaboración con Lang Lang y la Orquesta del Palau de les Arts de Valencia, y el concierto con Yo-Yo Ma en la gala-celebración del 90.º Aniversario de la Colorado Springs Philharmonic Orchestra.

## Premios y distinciones
Fue el ganador del 1r Concurso Jóvenes Directores de Orquesta Sinfónica del Principado de Asturias (2000) y del 13º Concurso Internacional Nicolai Malko para Jóvenes Directores (2001). También le ha sido otorgado el Aspen Prize por parte de la Academia americana de Dirección de Orquesta y fue seleccionado como “Protégé” de Sir Colin Davis’ en el ciclo inaugural de la primera edición del programa "Rolex Mentor and Protégé Arts Initiative" (2002-2003).